# BMW M4 터보 DTM
BMW M4 터보 DTM(영어: BMW M4 Turbo DTM)은 BMW M4를 베이스로 제작된 독일 투어링카 마스터즈 레이스카이다.

## 데뷔
BMW M4 터보 DTM의 첫번째 쉐이크 다운은 2018년 10월 27일 독일 뮌헨에 있는 BMW 본사에서 브루노 스펜글러가 진행하였다.